# Mont Rubetsune
Le mont Rubetsune (ルベツネ山, Rubetsune-san) est une montagne culminant à 1 727 m d'altitude dans les monts Hidaka en Hokkaidō au Japon.